# Buffalo Airways
Buffalo Airways es una aerolínea de tradición familiar con base en Hay River, Territorios del Noroeste, Canadá establecida en 1970 por Joe McBryan, también conocido como "Buffalo Joe". Opera vuelos regulares de pasajeros y carga, vuelos chárter de pasajeros y carga, y servicios de lucha aérea contra incendios y de abastecimiento de combustible. Su base de operaciones principal está en el aeropuerto de Yellowknife (CYZF) con otras dos bases en el aeropuerto de Hay River/Merlyn Carter (CYHY) y el aeropuerto regional de Red Deer (CYQF). La base de Red Deer es la principal instalación de almacenamiento y mantenimiento. La aerolínea es también objeto de la serie de realidad del canal de historia canadiense Ice Pilots NWT. Desde el 30 de noviembre de 2015 y hasta el 12 de enero de 2016, la autoridad de transporte canadiense prohibió las operaciones comerciales a la compañía debido a problemas de seguridad de sus aeronaves.

## Compañía de prendas, programa de televisión y medios

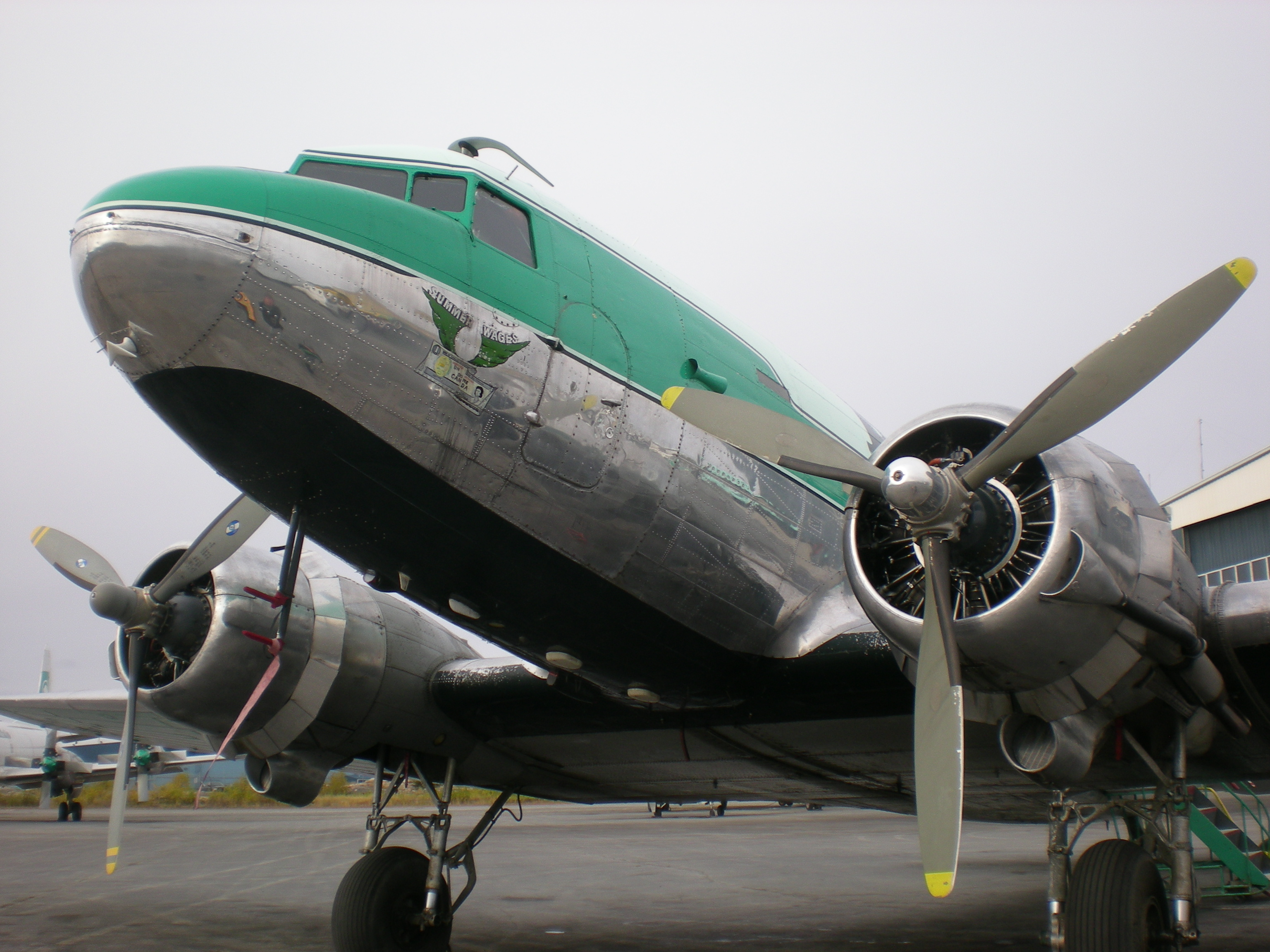
El primer DC3 comprado por "Buffalo Joe"

En 2007, Buffalo Airways comenzó a producir una línea de ropa que incluía camisetas, sudaderas y sombreros. Con la introducción del programa de televisión de Canwest Global, ahora Shaw Media, Ice Pilots NWT, Buffalo ha ampliado su empresa de ropa hasta ofrecer más de treinta productos y presentó una página web con todos sus productos llamada BuffaloAirWear.com. El programa es producido por Omni Film Productions y mostrado en el canal de historia muestras las operaciones día tras día en Buffalo Airways.
En 2011, Buffalo Airways fue incluida en una recreación de las tandas de bombardeos de la Segunda Guerra Mundial, siendo seleccionada como la compañía que debía volar la misión, con su propio avión y pilotos. Buffalo lanzó una recreación de la bomba de rebote 'Upkeep' desde su Douglas DC-4. El proyecto fue filmado en el programa de televisión documental Dambusters Fly Again en Canadá, Dambusters: Building the Bouncing Bomb en el Reino Unido, y en la temporada de 39 episodios de Nova "Bombing Hitler's Dams" en los Estados Unidos. Una filmación de como se hizo fue mostrada en la tercera temporada episodio 2 de Ice Pilots NWT "Dambusters".
El 27 de julio de 2012, Bruce Dickinson, cantante principal de Iron Maiden, voló desde Edmonton a Yellowknife con Buffalo Airways. El 28 de julio, Dickinson, que tiene licencia de piloto de línea aérea, voló un Douglas DC3 a Yellowknife y dedicó un día a ser filmado como estrella invitada para un episodio de la quinta temporada.

## Buffalo Air Express
Buffalo también operó un servicio de correos como Buffalo Air Express que comenzó en 1982/83. Ofrecían servicios a todos los territorios del noroeste (NWT) y el Norte de Alberta. En asociación con Global Interline Network podían hacer envíos a todas las partes del mundo desde sus bases en Yellowknife, Edmonton y Hay River.

## Lucha contra el incendio

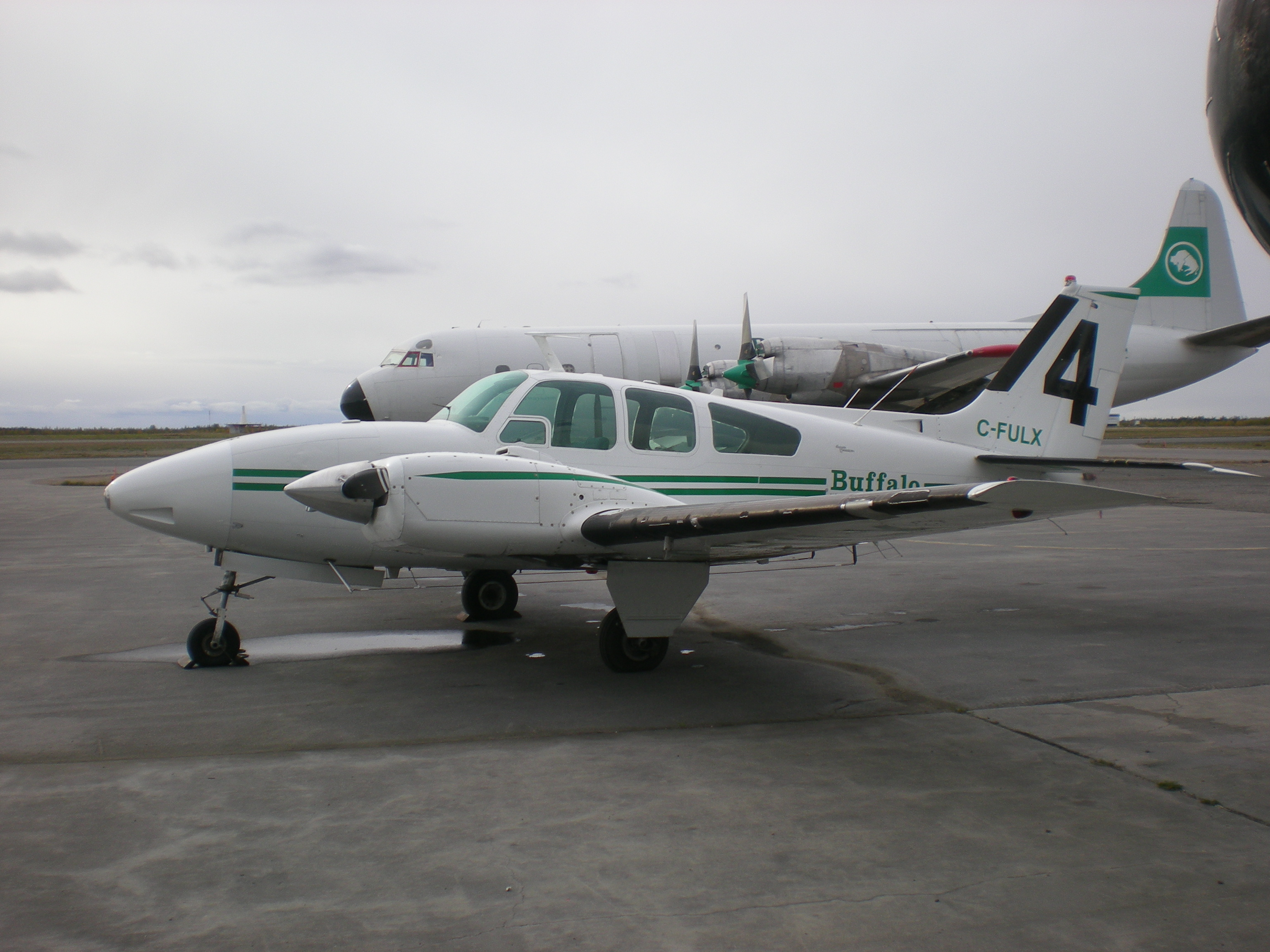
Beech 95 usado como Birddog

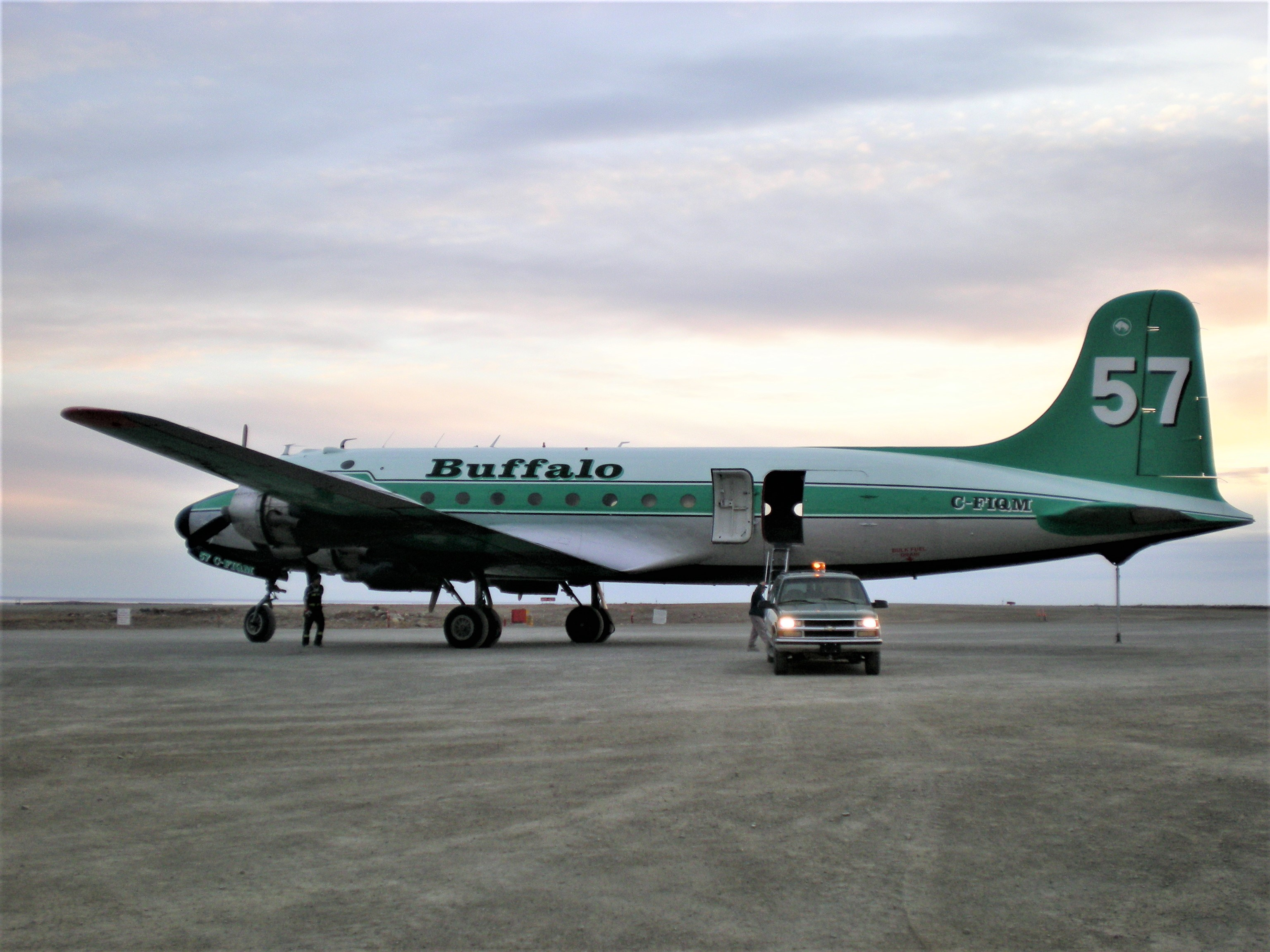
Buffalo Airways DC-4 descargando en el aeropuerto de Cambridge Bay

Buffalo posee varios aviones anfibios contra incendios que están disponibles durante todo el año para los incendios forestales. Estos aviones incluyen un Canso especialmente remodelado y un C54/DC4. El C54/DC4 porta un tanque externo que puede albergar 20 000 lb (9071,8 kg) de retardante mientras que el Canso tiene dos de 800 galones. Como parte de su trabajo de incendio prescrito operan el Canadair CL-215 para el Gobierno de los Territorios del Noroeste. El CL-215 posee 12 000 libras (5443 kg) en dos tanques que se rellenan en aproximadamente diez segundos mientras se desplaza sobre un lago. Los aviones anfibios están asistidos por otros aviones, como el Beech 95, conocido como "birddogs".

## Escuela de Aviación Buffalo
La escuela de aviación de Buffalo ofrece un programa de ingeniero de mantenimiento de aeronaves al igual que otros cursos. De acuerdo con el listad de Transporte de Canadá dispone de tres aviones, dos monomotor, un Aeronca Champion y un Fleet Canuck, y un helicóptero, un Robinson R22. La página web de Buffalo también muestra un helicóptero Bell 206 y un Beech 90 King Air.

## Destinos
La aerolínea operó servicios regulares de pasajeros entre Hay River y Yellowknife desde agosto de 1986 hasta noviembre de 2015. Sin embargo, debido a la suspensión del Certificado de Operador Aéreo, el servicio programado fue reemplazado en diciembre de 2015, cuando la compañía fletó aviones para realizar el recorrido. El servicio chárter fue cancelado el 24 de diciembre. A partir de la primavera de 2019, Buffalo no ha reanudado el servicio de pasajeros y actualmente no cuenta con asistentes de vuelo capacitados, lo que hace que el servicio de pasajeros sea poco probable en un futuro cercano. Transportó a más de 186.000 pasajeros entre 1986 y 2015. Los servicios de carga programados transportan suministros desde Yellowknife a Deline, Fort Good Hope, Norman Wells y Tulita bajo contrato con el Gobierno de los Territorios del Noroeste. También atiende vuelos de carga en un Boeing 737-300F entre Edmonton, Inuvik y Yellowknife. El servicio también incluye servicio de traslado al aeropuerto y autobús de traslado médico. Buffalo también ofrece vuelos chárter en sus aviones de pasajeros en todo Canadá y vuelos chárter de carga.

## Flota

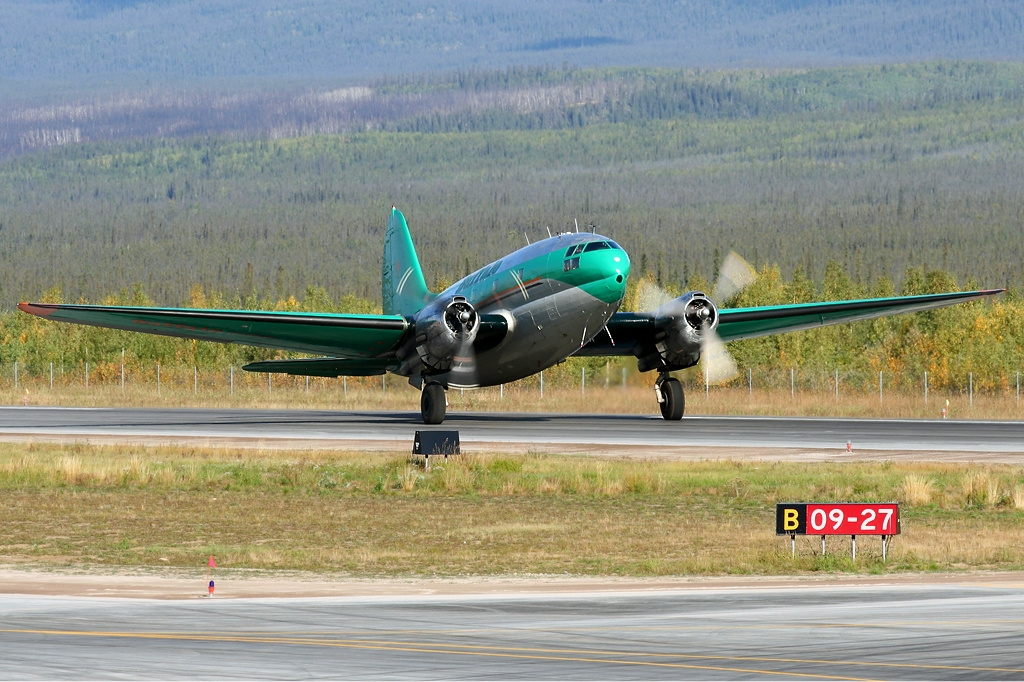
C46 de Buffalo Airways en el Aeropuerto de Norman Wells

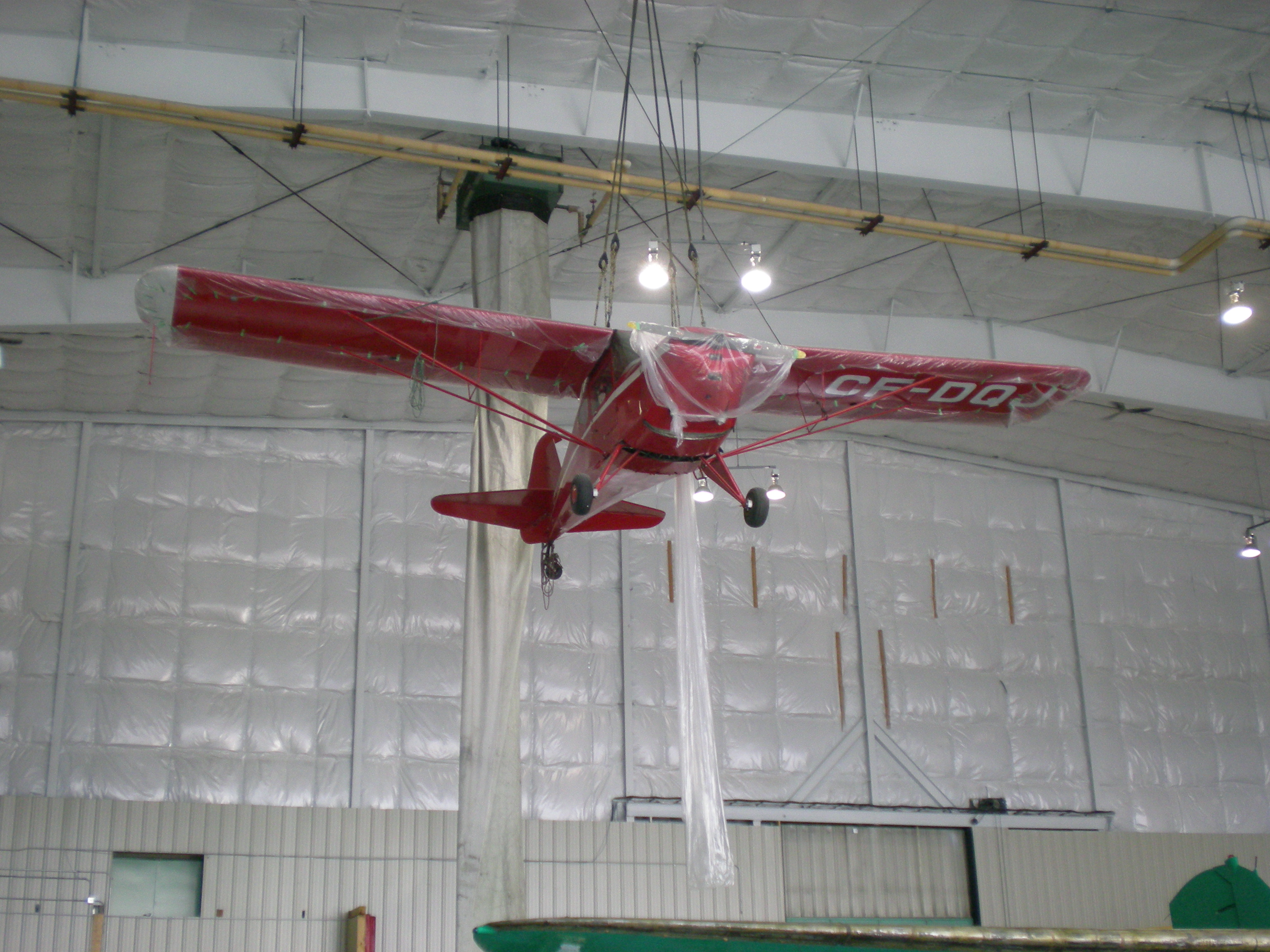
Fleet Canuck de Buffalo Airways en Yellowknife

En junio de 2012 la flota de Buffalo Airways cuenta con 42 aparatos, contando con los de la Escuela de Aviación Buffalo, consistente de los siguientes aviones registrados en Transporte de Canadá:
| Aeronaves                            | En servicio | Pedidos | Matrículas                           | Fecha de construcción         | Notas |
| ------------------------------------ | ----------- | ------- | ------------------------------------ | ----------------------------- | --- |
| Aero Commander 690                   | 2           | —       | C-FNRP                               | 1980                          | Escuela de Aviación Buffalo                                                                                  |
| Aero Commander 690                   | 2           | —       | C-FNRM                               | 1981                          | Escuela de Aviación Buffalo                                                                                  |
| Air Tractor AT-802                   | 8           |         | C-FBNT                               | ??                            | Propiedad del gobierno de los Territorios del Noroeste. Operados y mantenidos por Buffalo Airways            |
| Air Tractor AT-802                   | 8           | C-FFNT  |                                      | ??                            | Propiedad del gobierno de los Territorios del Noroeste. Operados y mantenidos por Buffalo Airways            |
| Air Tractor AT-802                   | 8           | C-FLNT  |                                      | ??                            | Propiedad del gobierno de los Territorios del Noroeste. Operados y mantenidos por Buffalo Airways            |
| Air Tractor AT-802                   | 8           | C-FVNT  |                                      | ??                            | Propiedad del gobierno de los Territorios del Noroeste. Operados y mantenidos por Buffalo Airways            |
| Air Tractor AT-802                   | 8           | C-FXNT  |                                      | ??                            | Propiedad del gobierno de los Territorios del Noroeste. Operados y mantenidos por Buffalo Airways            |
| Air Tractor AT-802                   | 8           | C-GNTG  |                                      | ??                            | Propiedad del gobierno de los Territorios del Noroeste. Operados y mantenidos por Buffalo Airways            |
| Air Tractor AT-802                   | 8           | C-GNTX  |                                      | ??                            | Propiedad del gobierno de los Territorios del Noroeste. Operados y mantenidos por Buffalo Airways            |
| Air Tractor AT-802                   | 8           | C-FNTW  |                                      | ??                            | Propiedad del gobierno de los Territorios del Noroeste. Operados y mantenidos por Buffalo Airways            |
| Beechcraft 1900                      | 1           | —       | C-GUUW                               | Septiembre de 1993            | |
| Beechcraft Baron                     | 2           | —       | C-FULX                               | 1966                          | Bird dog, usado para avistar incendios y guiar a los aviones anfibios                                        |
| Beechcraft Baron                     | 2           | —       | C-GBAU                               | 1969                          | Bird dog, usado para avistar incendios y guiar a los aviones anfibios                                        |
| Beechcraft King Air 100              | 5           | —       | C-FCGI                               | Enero de 1967                 | |
| Beechcraft King Air 100              | 5           | —       | C-FMWM                               | Julio de 1970                 | |
| Beechcraft King Air 100              | 5           | —       | C-GBFE                               | Septiembre de 1970            | |
| Beechcraft King Air 100              | 5           | —       | C-GVMI                               | 1975                          | |
| Beechcraft King Air 100              | 5           | —       | C-FJEA                               | 1972                          | |
| Boeing 737-300F                      | 1           | —       | C-FBAE                               | Octubre de 1986               | Carga |
| Canadair CL-215                      | 4           | —       | C-FYWP                               | 1968                          | Avión anfibio contraincendios                                                                                |
| Canadair CL-215                      | 4           | —       | C-FTXA                               | 1968                          | Avión anfibio contraincendios                                                                                |
| Canadair CL-215                      | 4           | —       | C-FTUV                               | 1969                          | Avión anfibio contraincendios                                                                                |
| Canadair CL-215                      | 4           | —       | C-GNCS                               | 1969                          | Avión anfibio contraincendios                                                                                |
| Cessna 185                           | 1           |         | C-FUPT                               | ??                            | Avión de la colección privada de Buffalo Joe                                                                 |
| Cessna 310                           | 2           | —       | C-FGWE                               | 1973                          | Escuela de Aviación Buffalo                                                                                  |
| Cessna 310                           | 2           | —       | C-FIML                               | 1973                          | Escuela de Aviación Buffalo                                                                                  |
| Curtiss C-46 Commando                | 2           | —       | C-FAVO                               | Julio de 1944                 | Carga |
| Curtiss C-46 Commando                | 2           | —       | C-GTPO                               | Febrero de 1945               | Carga |
| De Havilland Canadá DHC-6 Twin Otter | 1           | —       | C-GFYN                               | Febrero de 1969               | |
| Douglas DC-3/C-47 Skytrain           | 4           | —       | C-FCUE «Mel Bryan»                   | 1942                          | Pasajeros/carga/combi. Ruedas y ruedas con esquís                                                            |
| Douglas DC-3/C-47 Skytrain           | 4           | —       | C-GWZS «Ed Force 3»                  | 1943                          | Pasajeros/carga/combi. Ruedas y ruedas con esquís                                                            |
| Douglas DC-3/C-47 Skytrain           | 4           | —       | C-FLFR                               | 1943                          | Pasajeros/carga/combi. Ruedas y ruedas con esquís                                                            |
| Douglas DC-3/C-47 Skytrain           | 4           | —       | C-GPNR «Summer Wages»                | 1943                          | Pasajeros/carga/combi. Ruedas y ruedas con esquís                                                            |
| Fleet Canuck                         | 1           | —       | CF-DQJ                               | 1946                          | Avión de la colección privada de Buffalo Joe. El avión está sustentado en el techo del hangar de Yellowknife |
| Lockheed L-188 Electra               | 5           | —       | C-FBAQ «In memory of Arnie Schreder» | Febrero de 1959               | Carga |
| Lockheed L-188 Electra               | 5           | —       | C-GXFC                               | Octubre de 1959               | Carga |
| Lockheed L-188 Electra               | 5           | —       | C-FIJX «In memory of Mr. Forbes»     | Octubre de 1959               | Carga |
| Lockheed L-188 Electra               | 5           | —       | C-FYYJ                               | Febrero de 1961               | Carga |
| Lockheed L-188 Electra               | 5           | —       | C-GZFE                               | Junio de 1961                 | Carga |
| Naval Aircraft Factory N3N           | 1           | —       | CF-HUS                               | 1941                          | Avión de la colección privada de Buffalo Joe                                                                 |
| Noorduyn Norseman                    | 1           | —       | CF-SAN                               | Octubre de 1946               | Avión de la colección privada de Buffalo Joe                                                                 |
| Robinson R22                         | 1           | —       | ??                                   | ??                            | Escuela de Aviación Buffalo, helicóptero                                                                     |
| Total                                | 42          | —       | A fecha de noviembre de 2023.        | A fecha de noviembre de 2023. | A fecha de noviembre de 2023.                                                                                |

### Antigua flota
| Aeronaves                        | Total | Introducido | Retirado | Matrículas                                                                                              |
| -------------------------------- | ----- | ----------- | -------- | --- |
| Beechcraft 95                    | 2     | 1999        | 2019     | C-GYFM y C-GIWJ                                                                                         |
| Beechcraft King Air 90           | 2     | 2000        | 2020     | C-FCGE y C-FCGH                                                                                         |
| Beechcraft Modelo 18             | 1     | ??          | 1987     | C-FBCC                                                                                                  |
| Britten-Norman Islander          | 2     | 1982        | 1985     | C-GGYY y C-GAPZ                                                                                         |
| Consolidated PBY Catalina        | 4     | 1996        | 2011     | C-FPQM, C-FUAW, C-FOFI y C-FNJE                                                                         |
| De Havilland Canadá DHC-2 Beaver | 1     | 1970        | 1990     | CF-ODE                                                                                                  |
| De Havilland DHC-3 Otter         | 1     | ??          | 1982     | C-GFUT                                                                                                  |
| Douglas DC-4/C-54 Skymaster      | 13    | 1991        | 2022     | C-GBNV, C-GBPA, C-FBAA, C-FBAK, C-FBAJ, C-GPSH, C-GCTF, C-GBAJ, C-GQIC, C-FIQM, C-GXKN, C-GBSK y C-FBAM |
| Douglas DC-6                     | 1     | 2013        | ??       | N434TA (para piezas)                                                                                    |
| Piper PA-31 Navajo               | 1     | 1984        | 1996     | C-GBAO                                                                                                  |

## Accidentes e incidentes
Buffalo Airways ha tenido un total de seis accidentes registrados en Aviation Safety Network desde junio de 1994, sin fallecidos.
- El 26 de junio de 1994, un Douglas C-47A (C-FROD) se estrelló en la aproximación al aeropuerto de Fort Simpson, Territorios del Noroeste, debido al agotamiento de combustible. El avión efectuaba un vuelo de carga desde el aeropuerto de Trout Lake. Había dos tripulantes a bordo en ese momento. No hubo fallecidos pero el avión quedó totalmente destruido.[30]
- El 24 de julio de 2001, un Canadian Vickers PBV Canso (C-FNJE), que realizaba labores contraincendios, recogía agua del lago Sitidgi cuando el ala tocó el agua y el avión quedó flotando bocarriba. No hubo heridos y el avión puedo ser rescatado y reparado.[31]
- El 28 de agosto de 2002, un Douglas DC-4 (C-GQIC) que realizaba un vuelo de carga entre Yellowknife y Diavik se salió de la pista del aeropuerto de Diavik y se incendió. No hubo muertos, pero el avión quedó destruido.[32]
- El 2 de agosto de 2003, un Douglas DC-4 (C-GBSK) cargado con diésel aterrizó antes de la pista de la mina de Ulu, colapsando el tren de aterrizaje. Las alas se separaron del fuselaje y se incendiaron, y el fuselaje se salió del lado derecho de la pista. No hubo muertos, pero el avión quedó destruido.[33]
- El 5 de enero de 2006, un Douglas DC-4 (C-GXKN) que volaba de Norman Wells a Yellowknife tuvo un incendio en el motor número 2. Por suerte, consiguieron extinguir el fuego y regresar a Norman Wells, donde el avión se salió de la pista.  No hubo muertos, pero el avión quedó destruido. [34]
- El 29 de diciembre de 2006, un Douglas DC-4 (C-GPSH), que volaba a la mina de Carat Lake transportando diésel, se salió de la pista y una cantidad indeterminada de diésel se derramó. No hubo heridos y el avión fue reparado.[35]
- El 9 de noviembre de 2012, un Curtiss C-46 Commando (C-GTXW) sufrió un colapso del tren de aterrizaje mientras aterrizaba en el aeropuerto de Yellowknife. El problema era un martillo alojado en el tren de aterrizaje que impedía su correcto funcionamiento. No hubo heridos y el avión fue reparado.[36]
- El 19 de agosto de 2013, un Douglas DC-3 (C-GWIR) que operaba un vuelo regular de pasajeros entre Yellowknife y Hay River sufrió un incendio mientras despegaba. Intentó volver a aterrizar y chocó a baja velocidad contra unos árboles. No hubo heridos entre sus 24 ocupantes.[37]
- El 25 de septiembre de 2015, un Curtiss C-46 Commando (C-GTXW) realizó un aterrizaje de emergencia en el aeropuerto de Deline debido a una pérdida de aceite en el motor, lo que conllevó a un exceso de velocidad en la hélice. La tripulación decidió realizar un aterrizaje sin tren para no perder velocidad en la aproximación. No se reportaron heridos, pero la aeronave quedó destruida.[38]

- El 3 de mayo de 2019, un Douglas DC-3 (C-GJKM) que operaba un vuelo de carga desde Hay River a Yellowknife sufrió un incendio en un motor y tuvo que aterrizar de emergencia en un campo no muy lejos del aeropuerto de Hay River. No hubo heridos.[39]
- El 28 de abril de 2020, una Beechcraft King Air (C-FCBZ) que volaba de Cambridge Bay a Kugaaruk se salió de la pista de Kugaaruk por culpa de rachas de viento e impactó contra bancos de nieve que bordeaban la pista. No hubo heridos.[40]